# 克盧日-納波卡車站
克盧日-納波卡車站（羅馬尼亞語：Gara Cluj-Napoca）是服務於羅馬尼亞克盧日-納波卡的主要鐵路車站，啟用於1870年9月7日，目前的車站建築由匈牙利建築師費倫茨·普法夫設計和建造，於1902年落成。克盧日-納波卡車站是羅馬尼亞西北部最重要的車站之一。